# Rozkład jednopunktowy
Rozkład jednopunktowy – dyskretny rozkład prawdopodobieństwa skoncentrowany w jednym punkcie przestrzeni. Można go zdefiniować jako rozkład zmiennej losowej, która przyjmuje dokładnie jedną wartość prawie na pewno.